# Walther Goette
Walther Goette (* 11. März 1894 in Wilhelmshaven; † 1959) war ein deutscher Admiralarzt der Kriegsmarine.

## Leben
Walther Goette trat im April 1913 in die Kaiserliche Marine, anfangs in der Laufbahn als Seeoffizier ein. Als Fähnrich zur See diente er bis August 1914 auf der Magdeburg und kam dann bis April 1915 in den Stab des Oberbefehlshabers der Ostseestreitkräfte. Bis Kriegsende kam er dann als Wachoffizier auf unterschiedlichen Torpedobooten zum Einsatz (V 155, V 43, G 41, V 69 und V 128). Am 18. September 1915 war er zum Leutnant zur See befördert worden. Am 31. März 1919 wurde er aus der Marine verabschiedet.
Am 30. August 1919 erhielt er den Charakter als Oberleutnant zur See mit dem RDA vom 22. März 1919 verliehen.
Am 1. Juni 1922 trat er als Marine-Unterarzt in die Reichsmarine ein und wurde am 1. Dezember 1924 Marine-Stabsarzt, war als Schiffsarzt auf der Emden und berichtete in einem Reisebericht über die vierte vom 1. Dezember 1930 bis 8. Dezember 1931 dauernde Ausbildungsreise. Später war er als Abteilungsarzt der IV. Marineartillerieabteilung eingesetzt und zeitgleich Chefarzt des Marinelazaretts Cuxhaven und Standortarzt von Cuxhaven. Am 1. Oktober 1932 zum Marine-Oberstabsarzt befördert, war er 1936 und auch nach seiner Beförderung zum Geschwaderarzt am 1. Januar 1937 Arzt beim II. Admiral der Nordsee. Von 1937 bis Januar 1940 war er Sanitätsoffizier im Stab des II. Admirals der Nordsee bzw. beim Befehlshaber der Sicherung der Nordsee. 1938 wurde er dort auch zum Flottenarzt befördert und gab im Januar 1940 das Kommando an Geschwaderarzt Kurt Würfel ab. Er war bis April 1941 Inspektionsarzt bei der Inspektion des Bildungswesens der Marine.
Von Mai 1941 war er als Nachfolger von Emil Greul bis Februar 1944 Chefarzt im Marinelazarett Bremerhaven. In dieser Position wurde er am 1. April 1943 zum Admiralarzt befördert. Anschließend war er bis Januar 1945 zum Chef des Wehrmachtssanitätswesens kommandiert und wurde hier am 1. November 1944 z.V. gestellt. Am 30. April 1945 wurde er aus der Marine verabschiedet.